# Regalia
Regalia este un plurale tantum latin care se referă la privilegiile și la simbolurile unui monarh. 

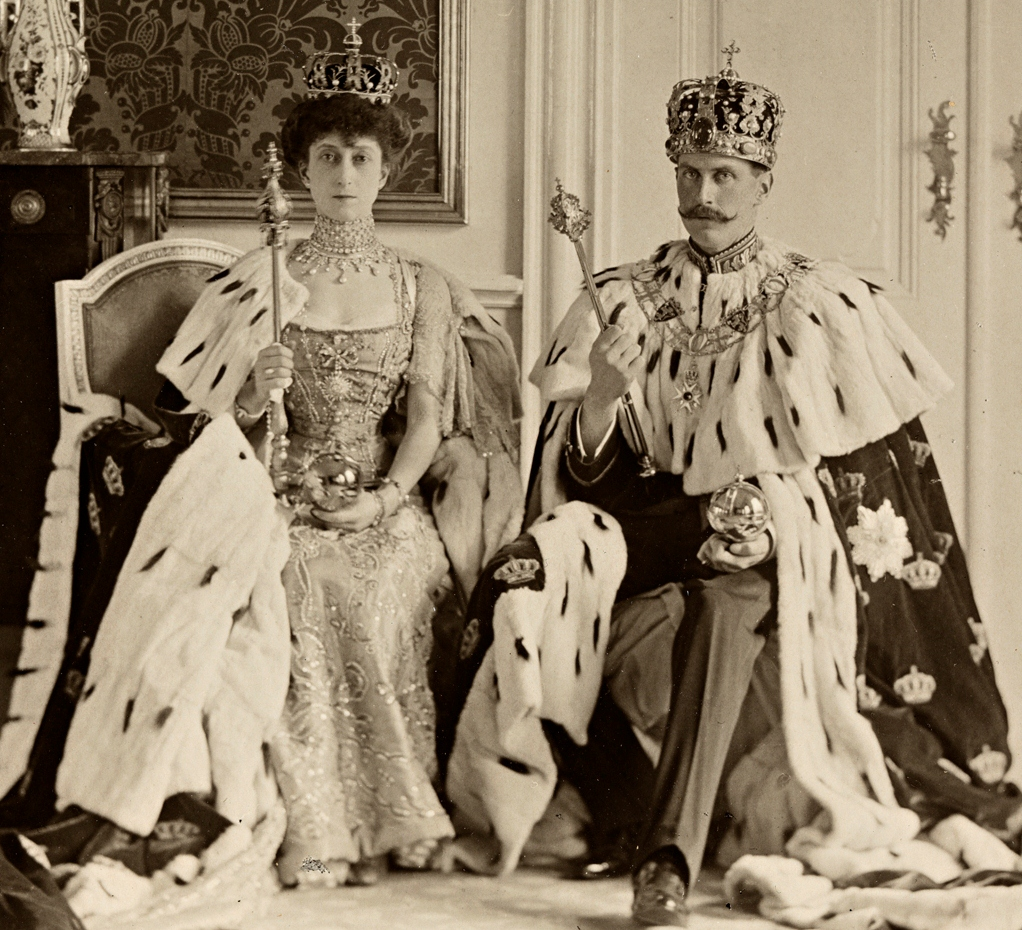
Regele Haakon al VII-lea și regina Maud a Norvegiei cu regalia

## Regalia ca obiect abstract
Termenul se referă la drepturile, prerogativele și privilegiile de care se bucură orice monarh, indiferent de titlu (împărat, rege, mare duce etc.). Un exemplu este dreptul de a bate monedă, mai ales cu efigie proprie. În multe cazuri, în special în societățile feudale și în general în statele slabe, aceste drepturi s-au erodat în timp fiind fie cedate către, fie uzurpate de către vasali.

## Regalia ca obiect concret

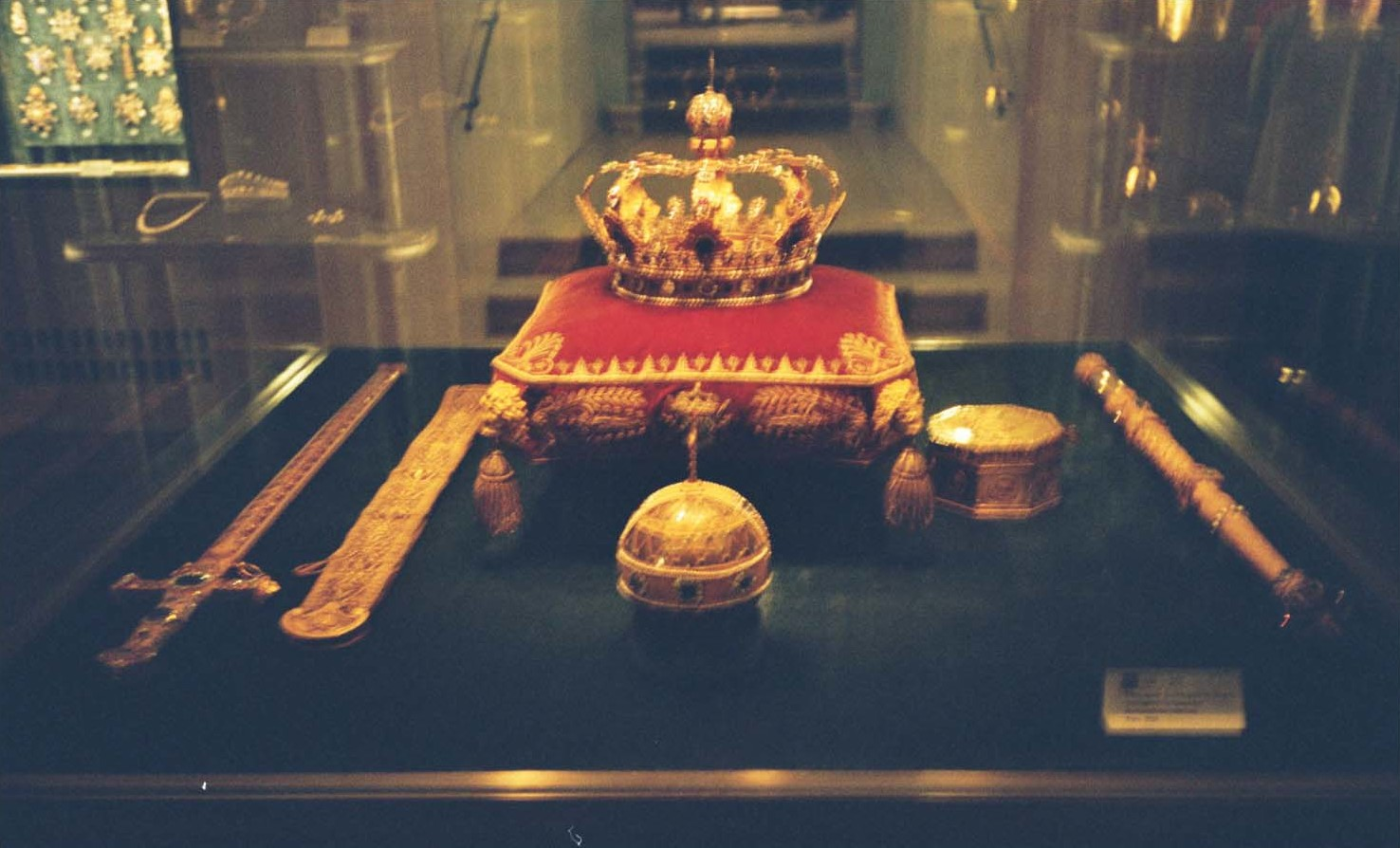
Regalia regilor Bavariei (Camera tezaurului în München)

Anumite embleme, simboluri sau obiecte posedate de conducători sunt o reprezentare vizuală a statutului imperial, regal sau suveran. Unele au atribute divine fie pentru a simboliza rolul zeului sau al zeiței ca rege al panteonului (de exemplu, sceptrul Brahmanului), fie pentru a permite monarhilor muritori să semene, să se identifice sau să indice o legătură cu o divinitate.
Termenul bijuteriile coroanei se referă, în general, la obiecte regalia menite a da strălucire unor situații speciale ca, de exemplu, încoronarea. Acestea au ca trăsătură particulară o combinație de materiale prețioase, valoare artistică și valoare simbolică sau istorică. Bijuteriile coroanei pot să-și aibă originea la începuturile unei dinastii, pot să fi fost acumulate de-a lungul multor ani de tradiție monarhică sau pot să fi fost trimise ca un semn tangibil de recunoaștere sau de legitimitate de către un anumit conducător către un alt conducător (de exemplu, de către un papă către un împărat sau rege).

## Vezi și
- Însemnele regalității române